# 실베스타 르포트

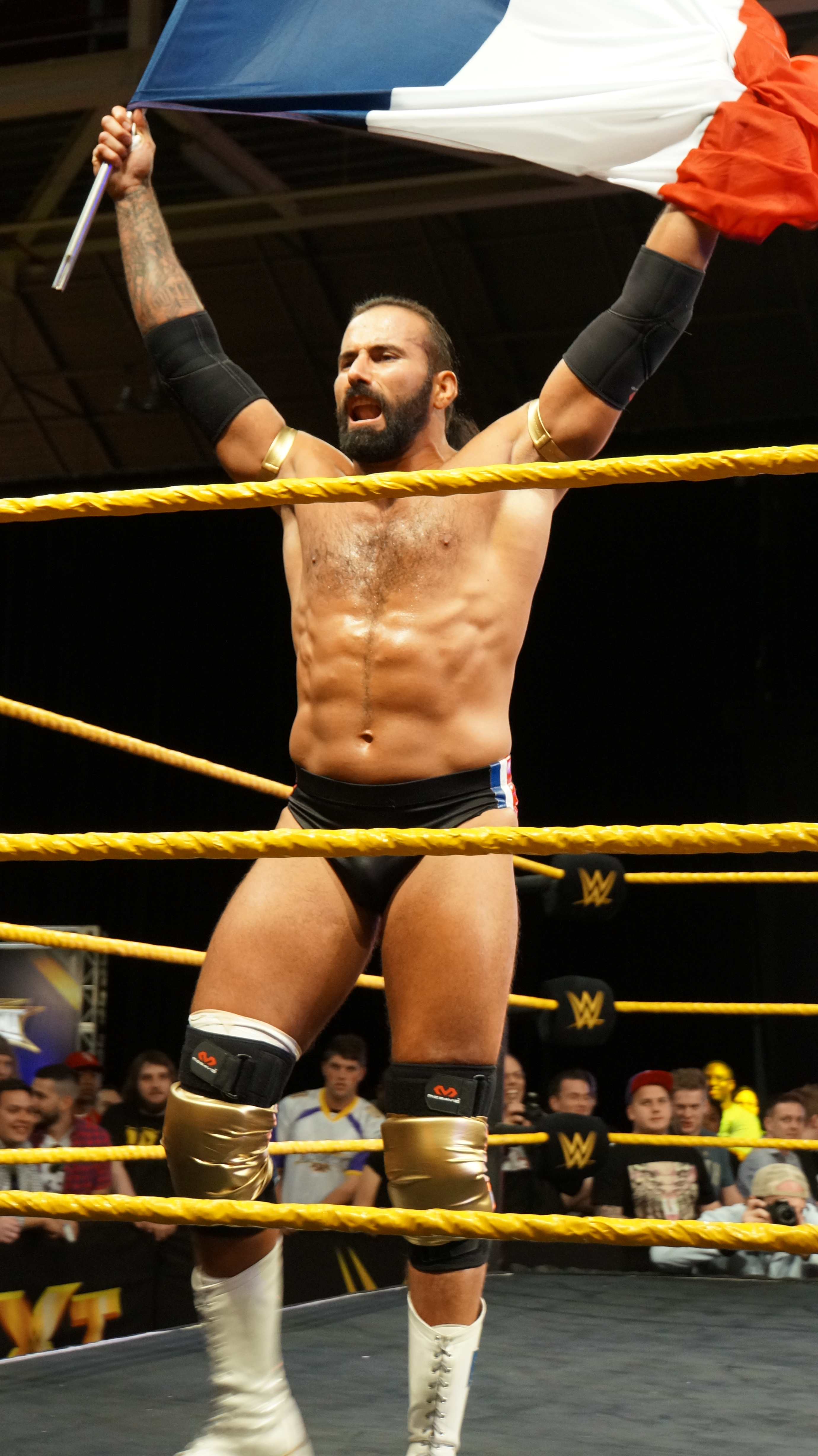
실베스타 르포트 (2013년)

실베스터 르포트(Sylvester Lefort, 1979년 5월 7일 ~ ) 또는 톰 라루파(Tom Laruffa)는 프랑스의 남자 프로레슬링선수다. 인디 단체와 WWE NXT에서 활약했다가 방출당했다 2016년 3월 TNA로 이적하였다. 키는 181cm(5 ft 11 in)에 몸무게는 91kg(200 lb)이다. 피니쉬는 슈퍼킥 하나로 사용을 한다. 2003년 프로레슬링 입문을 했다.

## Professional wrestling highlights
- Finishing moves
  - Superkick
- Signature moves
  - Body slam
  - Diving crossbody
  - German suplex
  - High-impact lariat
  - Leg drop
  - Leg lariat
  - Running knee strike
  - Shoulder block
- Managers
  - Al Snow
- Wrestlers managed 
  - Alexander Rusev
  - Billie Kay
  - Garrett Dylan
  - Scott Dawson
- Nicknames
  - "WWE's French Stallion"
  - "Brutal"
- Entrance themes
  - "Bad Attitude" by Abaco Music (WWE NXT; 2013)
  - "Down South" by Chris Hodges (WWE NXT; 2013)
  - "Bulgaria" by KPM Music (WWE NXT; 2013)
  - "France Rules, France Regles" by CFO$ (WWE NXT; 2013-2015)
  - "EV2.0" (Remix) by Dale Oliver (TNA; 2016; used as a member of The Tribunal)

## 수상
- ABC 태그팀 챔피언 (1회) - 브라이언 앤서니
- ABC 월드 얼티밋웨이트 챔피언 (1회)
- 월드 미드-웨이트 챔피언 (1회)
- 우에스트 캐치 챔피언 (1회)
- PWI 랭크드 힘 #200 오브 더 500 베스트 싱글즈 레슬링 인 더 PWI 500 인 2016
- 레슬링KULT 챔피언 (1회)